# エリート
エリート（フランス語: élite、英語: elite）は、社会や集団の中で優秀とされる人間や集団。あるいは社会や集団などで、指導的、支配的な役割を受け持つ層。日本語訳は選良、精鋭など。

## 概要
語源はラテン語の eligere（選ぶ、選出する）で、「選ばれた者」を意味する。一般的には、ある社会において優越的な地位を占める少数者を指す。優越性の根拠には社会資源の独占、意思決定機能の独占、職業・知識・経験など少数者の属性に関わるものなど、エリート論によって違いがある。民族・宗教などの場合は選民思想、階級の場合は貴族制、知識経験の場合は知識人（インテリ）や資格主義に関連する場合がある。政治学的には、統治者（層）に必要な資質を持っている、あるいは持っているとみなされている場合が多い。ハロルド・ラスウェルはエリートと特定される人物について、ある勢力の主体として社会的尊敬・収入・安全の3つの価値を最大限に獲得できる者をエリートと定義している。
エリートが重視される思想や傾向はエリート主義と呼ばれ、一元主義の一種である。対する概念には、非エリートである大衆の立場を重視するポピュリズム、平等主義、複数の観点や基準を並存させる多元主義などがある。
エリートが単独で支配者となる体制は寡頭制の一種であるが、必ずしも権威主義ではない。エリートが全体の代表者に選出されたり、全体の代表者の配下でエリートがテクノクラートとして登用され重視される形態は、民主制でも独裁制でもありうる。エリートは専門家集団であるため官僚主義となり実権を握る場合も多いが、その場合は最終権力者からエリートへの統治（ガバナンス）の有効性が議論となる。
一般にエリートは、他者より高い経験と責任を発揮して国家の統治や一般大衆への指導を行うことが期待されており、社会的な分業体制の一端として捉えることもできる。森嶋通夫は、日本に限らず現代世界のエリートの分布状態を、民主制の基盤たる素人主義に対する玄人主義ないし専門家主義という言葉で位置づけている。ただしエリートが期待された役割を果たしていない、と他者からみなされた場合には、エリート層の交代論や、各種の反エリート主義が発生しやすい。
マラソンなど公式記録が計測されるレースや参加者を「エリート」と呼ぶ場合がある。対するものは「市民ランナー」や「一般枠」などと呼ばれる。

## エリート論
政治学の古典的エリート論として社会主義脅威論を背景としたガエターノ・モスカ、ロベルト・ミヒェルス、オルテガ・イ・ガセットらのエリート論がある。古典的エリート論はいずれも大衆社会の少数支配の不可避性をイデオロギーとして実証主義の立場で展開され、エリートの機能を経済的側面よりも政治・社会的性格を重視して論じられている。例えば、ミヒェルスは『政党社会学』において、政党と労働組合は寡頭制支配者の権力の道具となり、一般成員との対立を生むことを必然とする「寡頭制の鉄則」を唱えた。
ヴィルフレド・パレートは、革命や階級闘争を経る事無くエリートと非エリート間の人的交代が行われ、社会システムの変革とリバランスが達成されるという「エリートの周流」理論を唱えた。パレートによれば、政治的人間は非道徳で権謀術数を得意とするキツネ型の人物と、暴力的で権力志向の強いライオン型の人物に分けられ、ライオン型はキツネ型が上位に立つことに我慢ができないが、ライオン型の暴力的支配は長続きしない。結果として、ライオン型とキツネ型は絶えず権力を巡って交代し続けるという。古典的エリート論ではエリートと大衆の関係は固定的とされてきたが、「エリートの周流」理論では個人間の周流のみならず、上層社会と下層社会の出生率の差と、蓄積される質的優秀者・劣弱者の交換によって社会的周流も発生しうると説いた。
ジェームズ・バーナムは『経営者革命』（1941年）において、経済エリートに着目したエリート論を唱えた。当時、社会の経済活動が巨大な組織体中心になるにつれて、専門知識を持つ経営者が必要になりつつあった。バーナムは経営者は新たな階級を形成し、出資者である資本家階級よりも優位となり、資本家の退場によって資本主義社会は経営者社会へと変化すると述べた。

## ライト・ミルズによる類型
ライト・ミルズは『パワー・エリート』においてエリートを政治エリート、軍事エリート、経済エリートに分類した。これらはそれぞれの領域で政策決定の権限を独占しながら、各方面で利益を共有する利益共同体である。そして、これらエリートによって構成され、国家の政策決定に影響力を持つ少数集団を権力エリートと呼んだ。

### 政治エリート
政治エリートは国家を指導する政府と行政機関を構成する人々である。政策実施の意思決定を主導する観点から政策エリートとも言う。その発生は行政機関の機能拡大、大衆社会の成立、中間団体の消失などによる。

### 経済エリート
経済やビジネスの分野で十分な教育と経験を積んだ人々は、経済エリートに属する。いわゆる"名門校"や"ブランド大学"群などの卒業生達は"幹部候補生"のビジネスマンとして大企業に採用されるが、これは特定の大学が商工業と強い結び付きがあるためであり、「財界エリート」輩出の基盤となっている。また、理学工学の分野でも、一部の教授や研究室が特定分野で大きな影響力を持っているといったように、エリート志向の傾向が見られる。

### 軍事エリート
軍事エリートは国家の対外的防衛組織において意思決定を主導する人々であり、軍令機関の高級将校（将官）や軍事行政機関の中・高級官僚を指す。広義では、士官学校を卒業した20代前半の“青年将校”が含まれる（彼らはたたき上げと異なり、いきなり少尉に任官する）。国際軍事情報や専門的な軍事知識を保有し、機会を得て講釈することによって、国内において社会に対する影響力を獲得する。一部の退職者においては、大衆から政府、財界、マスメディアに至るまで、発言力を確保する者もいる。また厳しい選考や養成課程を突破した特殊部隊員などもこのように呼ばれる。

### その他
上記以外でも各分野別に、文学・芸術・芸能などでは「文化的エリート」、スポーツでは「スポーツエリート」、ゲイの場合は「ゲイエリート」のように呼ばれる場合がある。これらには、英才教育で育成されたり、排他的な集団内での認定であったり、一定の成果を達成した後には国家や組織が以後の名誉と生活を保証するなど身分的な側面を持つ場合も含まれる。

## エリートと教育
古くからエリートを専門的に教育する機関も各国多方面に存在する。以下、ヨーロッパはビッグ4を中心に記述している。軍学校関係の記載は割愛してある。

### ヨーロッパ

#### イギリス
イギリスでは、まず名が挙がるのがオックスブリッジ（オックスフォード大学及びケンブリッジ大学）、さらにゴールデン・トライアングル (en, またはロックスブリッジ) やラッセル・グループの括りがされる大学の一群があり、なかでも社会科学方面ではロンドン・スクール・オブ・エコノミクス、自然科学方面ではインペリアル・カレッジ・ロンドンが世界的にも著名である。文化・芸術方面では、ロイヤル・カレッジ・オブ・アート、新設なったロンドン芸術大学の構成校として再編されたセントラル・セント・マーチンズなどがあり、音楽分野の王立音楽アカデミー、王立演劇学校、ギルドホール音楽演劇学校などが知られている。
中等教育段階では、男子校のサットン・グラマー・スクール (en, サットン区) などのグラマー・スクール（入試がある公立）、私立の各インデペンデント・スクールの他、イートン校、ハロウ校、ウェストミンスター校をはじめ伝統的あるいは特権的な独立非営利団体として扱われるパブリック・スクールが著名である。大学等に進学する際には、上記の各中等学校でGCSE修了の成績を受け、各中等学校等に設置されている通常16歳以降から2年間のシックス・フォーム課程をさらに経る必要がある。希望大学等への進学はGCSEの成績と、シックス・フォームでのAレベル修了の成績次第となる。

#### フランス
フランスでは、バカロレアに合格すれば、原則どの大学にも入学できるが、住所地ないし学区による他、定員や成績なども加味されて入学できる。パリ大学やモンペリエ大学、トゥールーズ大学などは学術研究・教育機関としてそれぞれ得意とする各分野で名高いが、エリート養成機関としては別の教育機関が設けられている。国立行政学院（ENA、エナ。現：国立公務学院）、そのENAの前期課程の様相を呈するパリ政治学院（シアンスポ）、そしてエコール・ポリテクニークやエコール・デ・ミンヌ、エコール・ノルマル・シュペリウールなどのグランゼコールがそれである。文化・芸術方面ではエコール・デ・ボザールがあり、音楽分野では、フランス全土に多数あるコンセルヴァトワール（音楽学校）の中でも上位に位置づけられる国立高等音楽院、及び国立高等演劇学校などが知られている。フランス料理の世界に限っても、世界各地に展開するル・コルドン・ブルー（パリ8区）の他、エコール・グレゴワール・フェランディ（fr, パリ6区）なども知られている。
中等教育段階では、リセから選抜された者がグランゼコール準備級を経てグランゼコールへと進むが、パリ5区にそれぞれ所在するリセ・ルイ＝ル＝グラン（公立）、リセ・アンリ＝キャトル（リセ・アンリ四世、公立）や、パリ16区に所在するリセ・ジャンソン＝ドゥ＝サイイ（fr, 公立）、ヴェルサイユに所在するリセ・サント＝ジュヌヴィエーヴ（fr, 私立）などが、今日においてもグランゼコール入学へ非常に合格率の高い"名門校"とされている。このようにして極めて選抜的な社会的エリート育成システムがとられている。

#### ドイツ
ドイツでは、近年変化が見られるが、基本的には日本の中高一貫校に相当するギムナジウム修了時にはじめて一般的大学入学資格であるアビトゥーアを受検できることになる。アビトゥーアに合格すれば、原則どの大学にも入学可能だが、定員の他、成績なども加味されて志望大学へ入学できる。ドイツ政府が選考する「エクツェレンツ・イニティアティーヴェ (Exzellenzinitiative)」でも括られるハイデルベルク大学、フンボルト大学ベルリン、ベルリン自由大学、シャリテー（シャリテー・ベルリン医科大学）、ゲッティンゲン大学、フライブルク大学、ミュンヘン大学、ミュンヘン工科大学、アーヘン工科大学などが知られている。また、ドイツの代表的な9つの工科大学群は「テーウーノイン (TU9)」というネットワークを形成し、連携研究や研究資金等で優遇されている。文化・芸術方面では、音楽分野のミュンヘン音楽大学、ハンス・アイスラー音楽大学、ライプツィヒ音楽演劇大学などが有名である。
また、ファッハシューレを経てマイスター資格を得られるように、実務を通して伝統的産業の職人を育成する制度がある。

#### イタリア
イタリアでは、ローマ・ラ・サピエンツァ大学、ボローニャ大学、パドヴァ大学、ピサ大学、ミラノ大学、商科系のミラノボッコーニ大学などが知られている。文化・芸術方面では、工業デザインや建築分野のミラノ工科大学が世界的にも名高い。音楽分野では、 ミラノ音楽院（ジュゼッペ・ヴェルディ音楽院）、キジアーナ音楽院、サンタ・チェチーリア国立アカデミア、サンタ・チェチーリア音楽院、ヴェネツィア音楽院などが知られている。
また、芸術分野に特化したマエストロ制度が存在する。

#### その他欧州諸国
その他欧州諸国を見ていくと、自由主義経済学の主流であるオーストリア学派のほか、医学分野ではオーストリアのウィーン大学が第二次世界大戦前までは世界の先進にあり、音楽分野では同オーストリアの指揮者養成で名高いウィーン国立音楽大学、ザルツブルク・モーツァルテウム大学などがある。美術デザインや建築分野ではフィンランドのアールト大学が知られている。
特徴的な選抜システムを見ていくと、スイスには時計などの精密機械産業分野に於いてドイツのマイスター、あるいはイタリアやスペインのマエストロなどと似たような制度が見られ、これら高度化された職人が、高級なブランド品の製造産業を支えている。

### アメリカ
アメリカのエスタブリッシュメントの代名詞としてアイビー・リーグの括りがよく知られているが、他にリトル・アイビー、アイビー・プラス、セブン・シスターズ、パブリック・アイビー、ヒドゥン・アイビーなどの括りがされている。法科大学院では「T14」、ビジネススクールでは「M7」などという括りがある。文化・芸術方面では、音楽分野のジュリアード音楽院、カーティス音楽院などがあり、ロードアイランド・スクール・オブ・デザイン、工業デザインや建築分野のプラット・インスティテュート、クランブルック・アカデミー・オブ・アート、シカゴ美術館附属美術大学、ファッション分野のパーソンズ美術大学などのほか、舞台・演劇方面に限ってもアメリカン・アカデミー・オブ・ドラマティック・アーツ、アクターズ・スタジオなど多くの学校が世界的に知られている。
中等教育段階をみると、マグネット・スクール（公立）では米国北東部のボストン・ラテン・スクール（ボストン）などが知られる他、ニューヨークのブルックリン工科高校 (en, ブルックリン区)、スタイヴェサント高校 (en, マンハッタン区)、ブロンクス科学高校 (en, ブロンクス区)、ラガーディア芸術高校（en, マンハッタン区）などが「NYの専門公立高9校 (en)」と括られている。また、ボーディング・スクールであるプレップ・スクール（寄宿制私立中等教育学校）の中で「10スクール」と括られる米国北東部の学校群が知られている。フィリップス・アカデミー、フィリップス・エクセター・アカデミー、ホチキス・スクール、チョート・ローズマリー・ホールなどが著名である。

### 日本
日本では明治期以降、東京帝国大学をはじめとする帝国大学や、それに連なる一高をはじめとする旧制高等学校、「一中→一高→帝大」などと喧伝された府立一中などのナンバースクールをはじめとする官公立の旧制中学校の出身者が筆頭に挙げられる。さらに、これら上級学校に多く送り込んでいた官公立旧制小学校のなかで番町小・麹町小・誠之小が「御三家」と称された。また、時にそれ以上の権勢を振るった存在として陸軍幼年学校→陸軍士官学校→陸軍大学校出身者や海軍兵学校成績優秀者（→海軍大学校）の存在が知られている。
同様に明治期には三菱財閥が幹部育成機関たる三菱商業学校（明治義塾）、三菱商船学校（現・東京海洋大学）を設立する。以降も、東京商科大学などの旧三商大、工業・実業系から師範・芸術系まで多岐にわたって設立された旧制専門学校、主に法科・実業系の学科を設置した慶應義塾大学などの私立大学群が、官吏・産業・実業・法曹・文化等の分野におけるエリート層を形成してきた。これらも母体にして第二次世界大戦の終結以降に勃興した新制大学（主に地方大学）も、地域の企業や地方自治・教育といった各分野で求められる教育されたエリート的人材の輩出を期待されていた。
こういったいわゆる“一流大学”卒のエリートが社会を主導する、学歴主義と呼ばれる身分秩序ともいうべき組織・序列が、特に第一次世界大戦後に日本の官界や産業界の中に作られていった。現在でも、政府中枢、法曹、学会、有名民間企業幹部などは、東京大学をはじめ "一流大学卒業生"により占められている。学歴は社会的地位を得るための必要条件ではないにしても非常に有力な条件を与えるものとして、こうした体制の功罪はともに大きい。
功の面としては、教育制度による業績原理に基づく社会的選抜と配分機能が、近代化が必要とする人材の選抜・育成・供給の中心的役割を果たすことで、国民の誰もが社会を先導する機会を得られるようになったことや一定水準の資質を兼ね備えたエリート層が常に社会に補填され続けたことが挙げられる。つまり家柄といった自然的出生ではなくどのような学歴を取得したかという社会的出生によってエリート層を能力主義化したことである。1970年後半から既に、大企業の最高幹部、いわゆるビジネスエリートのうち、大学卒業者が90%以上を占めているのは日本とアメリカぐらいであったが、その比率の高さが、西欧流の経営組織や技術革新を急速に日本に導入しうる契機となり、高度経済成長の原動力となった。また、日本の企業組織が学歴主義と年功序列によって固く秩序づけられることで、ある技術を基盤にして優位な地位にいた者も、新技術導入によってその地位を脅かされることがなかったために、企業内からの新技術導入への抵抗はほとんど無かったとされている。
罪の面としては、汚職や企業経営・行政運営の失敗に加え、"国を動かしているのは我々"と言わんばかりの民主主義の原則から乖離したような一部の言動などが、しばしば非難される。こうしたエリート個々人の狭量さ・寛容さを推し測るには、持ち合わせる教養や自由主義の度合いによるとしても、制度上、採用の際には高級官僚は学力試験でその資質の一定水準は担保されてはいても、憲法15条1項で謳うような選挙や罷免制度は施行されていない。一方で、民意を代表する政治家職も世襲政治家による特権化も指摘されている。明治期の「野戦型指揮官」の時代と異なり、「学校秀才」による危機管理の際の不手際は恒常化し、行政分野における伝統となった市民無視、対市民規律の欠如も垣間見ることができ、官僚化ないし労働者化した組織内に典型的に見られる“無責任の体系”としての抑圧移譲の法則性もまた、見出すことができる。さらに、これらに附随して、モラル（道徳）の退廃と特権意識が醸成されうるし、現代では、インターネットスラングの上級国民という言葉に表されるように、事実上の教育格差を背景とした世襲化の傾向も指摘されている。
初等・中等教育においては、全国の小中学校教育の模範となる目的で明治期から現在に至るまで設立されてきた国立学校、ならびに旧制中学校時代から存続している公立学校や私立学校が、上級学校への登竜門として教育熱心な中流階層の子弟が集まる傾向がある。そのため、教育格差の拡大再生産と固定化に拍車がかかる傾向になっているされている。また、第二次世界大戦末期、理工系で優秀な科学者や技術者の育成を目的として選ばれた者に、通常より高度な教育を行う「特別科学学級」が設けられた。21世紀に入り、高校制度で「スーパーサイエンスハイスクール （SSH）」が設置された。

#### 日本における例

##### 日本郵船における高学歴社員の処遇
1917年（大正6年）の三菱財閥の中核企業である日本郵船における高学歴社員の人数とその初任給額の順位である。大学令以前の帝国大学は旧制高等学校からの入学である為、少なくとも旧制中学校卒業以来6年以上経た年齢であり、高等工業学校の場合は3年制本科を中心として設置されている為、帝国大学出身者よりも3歳程度年下であった。
| 出身校           | 初任給額 | 入社人数 |
| ---------------- | -------- | -------- |
| 帝国大学工科     | 45円     | 23人     |
| 帝国大学法科     | 40円     | 42人     |
| 東京高等商業学校 | 37円50銭 | 141人    |
| 神戸高等商業学校 | 35円     | 24人     |
| 長崎高等商業学校 | 30円     | 20人     |
| 山口高等商業学校 | 30円     | 18人     |
| 小樽高等商業学校 | 30円     | 13人     |
| 大阪高等商業学校 | 30円     | 4人      |
| 慶應義塾大学     | 30円     | 87人     |
| 早稲田大学       | 30円     | 70人     |

##### 三井鉱業における学歴別初任給
1919年（大正8年）の三井財閥の中核企業である三井鉱業における各校の学歴別初任給の順位である。帝国大学や高等商業学校は他の高等教育機関よりも修学年限が若干長く優遇されていた。
| 出身校           | 学科       | 初任給額 |
| ---------------- | ---------- | -------- |
| 帝国大学         | 工科       | 50円     |
| 帝国大学         | 法科       | 40円     |
| 東京高等商業学校 | 本科       | 40円     |
| 神戸高等商業学校 | 本科       | 35円     |
| 大阪高等商業学校 | 本科       | 30円     |
| 小樽高等商業学校 | 本科       | 30円     |
| 東京高等工業学校 | 工科       | 30円     |
| 大阪高等工業学校 | 工科       | 30円     |
| 慶應義塾大学     | 理財科     | 30円     |
| 早稲田大学       | 政治経済科 | 30円     |
| 旧制中等教育学校 | 商業・工業 | 18円     |